# Moyon Villages
Moyon Villages est une commune française située dans le département de la Manche en région Normandie. Elle est créée le 1er janvier 2016 par la fusion de trois communes, sous le régime juridique des communes nouvelles. Les communes de Chevry, Le Mesnil-Opac et  Moyon deviennent des communes déléguées.
Elle est peuplée de 1 465 habitants.

## Géographie
| Le Mesnil-Herman               | Saint-Martin-de-Bonfossé, Bourgvallées (comm. dél. de Saint-Samson-de-Bonfossé et Saint-Romphaire) | Condé-sur-Vire (comm. dél. de Troisgots)    |
| Soulles                        | Moyon Villages                                                                                     | Tessy-Bocage (comm. dél. de Fervaches)      |
| La Haye-Bellefond, Villebaudon | Beaucoudray, Tessy-Bocage (comm. dél. de Tessy-sur-Vire)                                           | Tessy-Bocage (comm. dél. de Tessy-sur-Vire) |

### Hydrographie
La commune est située dans le bassin Seine-Normandie. Elle est drainée par le Marqueran, le ruisseau de Heudein, le ruisseau du Dillon, le ruisseau du Moulin de Chevry, le cours d'eau 01 de la Lande Mathieu, le cours d'eau 01 de la Sénécallerie, le cours d'eau 01 de la Vallequerie, le cours d'eau 02 de la Carrière, le fossé 01 de Bosq Lambert, le fossé 01 de la Riquerie, le fossé 03 de la Maison Neuve, le fossé 10 de la commune de Moyon et le fossé 12 de la Lande,,.
Le Marqueran, d'une longueur de 11 km, prend sa source dans la commune de Villebaudon et se jette  dans la Vire en limite de Tessy-Bocage et de Condé-sur-Vire, après avoir traversé six communes. 

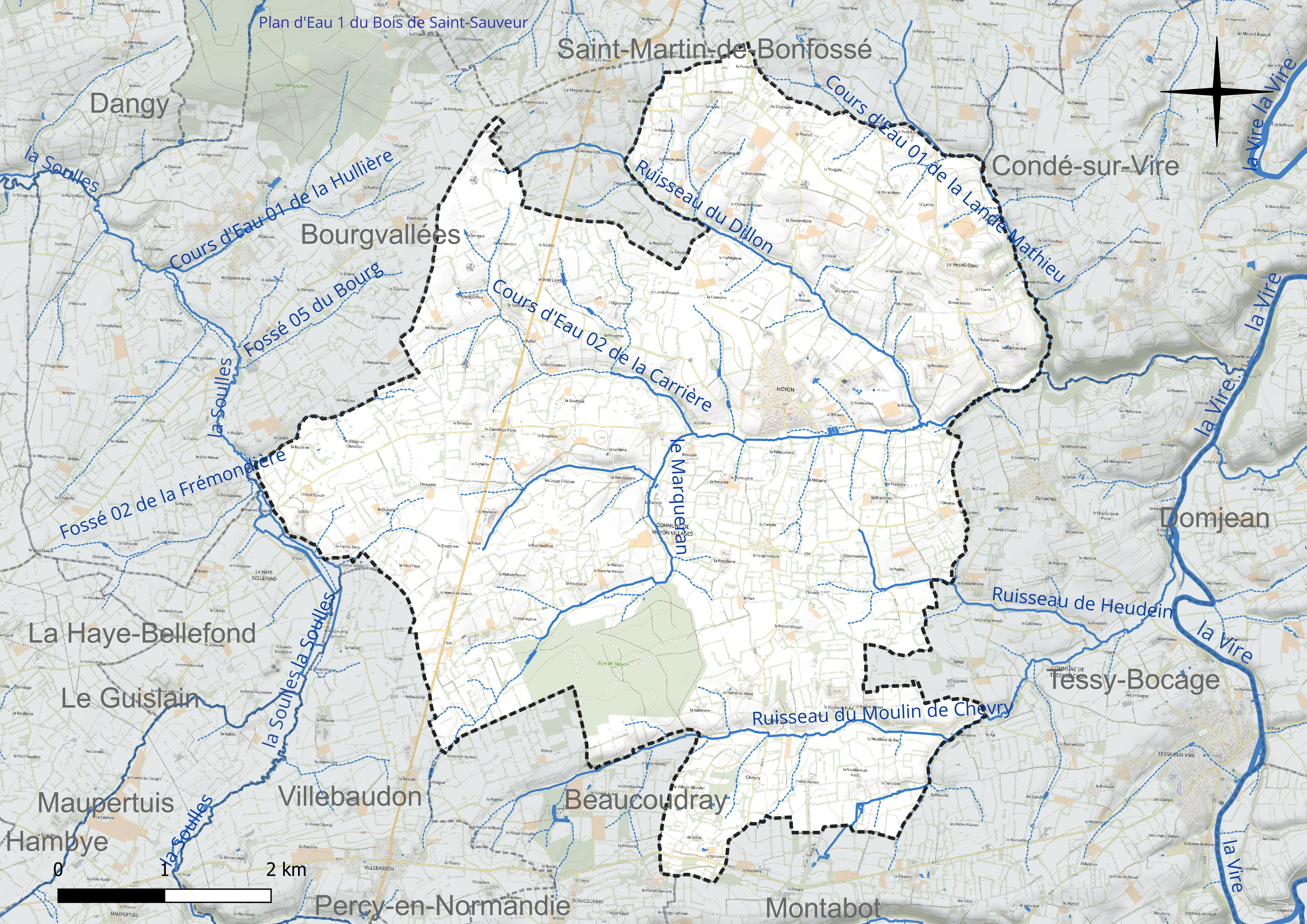
Réseau hydrographique de Moyon Villages.

### Climat
Pour des articles plus généraux, voir Climat de la Normandie et Climat de la Manche.
En 2010, le climat de la commune est de type climat océanique franc, selon une étude du CNRS s'appuyant sur une série de données couvrant la période 1971-2000. En 2020, Météo-France publie une typologie des climats de la France métropolitaine dans laquelle la commune est exposée à un climat océanique et est dans la région climatique Normandie (Cotentin, Orne), caractérisée par une pluviométrie relativement élevée (850 mm/a) et un été frais (15,5 °C) et venté.
Pour la période 1971-2000, la température annuelle moyenne est de 10,7 °C, avec une amplitude thermique annuelle de 12,2 °C. Le cumul annuel moyen de précipitations est de 965 mm, avec 14,3 jours de précipitations en janvier et 8,5 jours en juillet. Pour la période 1991-2020, la température moyenne annuelle observée sur la station météorologique la plus proche, située sur la commune de Condé-sur-Vire à 8 km à vol d'oiseau, est de 11,3 °C et le cumul annuel moyen de précipitations est de 956,7 mm,. Pour l'avenir, les paramètres climatiques de la commune estimés pour 2050 selon différents scénarios d’émission de gaz à effet de serre sont consultables sur un site dédié publié par Météo-France en novembre 2022.

## Urbanisme

### Typologie
Au 1er janvier 2024, Moyon Villages est catégorisée commune rurale à habitat dispersé, selon la nouvelle grille communale de densité à sept niveaux définie par l'Insee en 2022.
Elle est située hors unité urbaine. Par ailleurs la commune fait partie de l'aire d'attraction de Saint-Lô, dont elle est une commune de la couronne,. Cette aire, qui regroupe 63 communes, est catégorisée dans les aires de 50 000 à moins de 200 000 habitants,.

## Toponymie
Le nom vient de la proposition d'un élu de Chevry pour étendre la dénomination de Moyon. La graphie officielle retenue est celle de l'arrêté préfectoral de création, sans trait d'union.
Lors de la création de la commune nouvelle, le suffixe Villages est ajouté pour désigner le nouveau territoire, le même choix que pour Saint-Amand-Villages
Les villages sont ceux de Chevry, Le Mesnil-Opac et  Moyon.

## Histoire

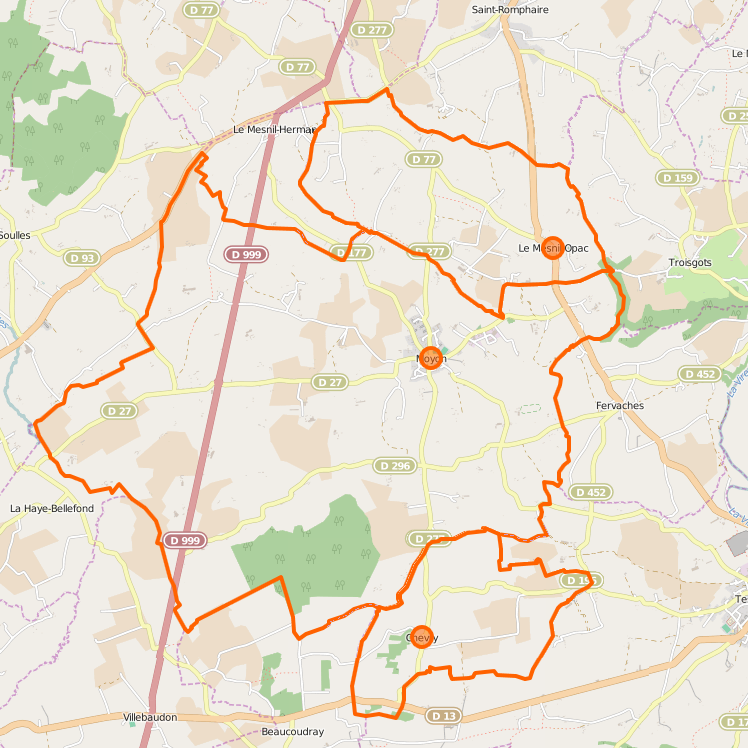
Les communes déléguées.

La commune est créée le 1er janvier 2016 par un arrêté préfectoral du 28 septembre 2015, par la fusion de trois communes, sous le régime juridique des communes nouvelles instauré par la loi no 2010-1563 du 16 décembre 2010 de réforme des collectivités territoriales. Les communes de Chevry, Le Mesnil-Opac et  Moyon deviennent des communes déléguées et Moyon est le chef-lieu de la commune nouvelle.
Si le processus de fusion avait été engagé entre Moyon et Chevry dès 2014, la commune du Mesnil-Opac a rejoint cette entente en septembre 2015

## Politique et administration
En attendant les élections municipales de 2020, le conseil municipal, élisant le maire, est composé des conseillers des trois anciennes communes.
| Période      | Période  | Identité           | Étiquette | Qualité                             |
| ------------ | -------- | ------------------ | --------- | ----------------------------------- |
| janvier 2016 | mai 2020 | Gilles Beaufils    | SE        | Agriculteur, maire délégué de Moyon |
| mai 2020     | En cours | Jean-Pierre Louise | SE        | Agent d'assurance retraité          |

## Démographie
L'évolution du nombre d'habitants est connue à travers les recensements de la population effectués dans la commune depuis sa création.
En 2022, la commune comptait 1 465 habitants, en évolution de −2,53 % par rapport à 2016 (Manche : −0,31 %, France hors Mayotte : +2,11 %).
| 2018  | 2022  |
| ----- | ----- |
| 1 453 | 1 465 |

| Nom            | Code Insee | Intercommunalité  | Superficie (km2) | Population (dernière pop. légale) | Densité (hab./km2) |
| -------------- | ---------- | ----------------- | ---------------- | --------------------------------- | ------------------ |
| Moyon (siège)  | 50363      | CA Saint-Lô Agglo | 23,74            | 1 085 (2021)                      | 46                 |
| Chevry         | 50134      | CA Saint-Lô Agglo | 3,62             | 106 (2021)                        | 29                 |
| Le Mesnil-Opac | 50316      | CA Saint-Lô Agglo | 5,58             | 246 (2021)                        | 44                 |

## Culture locale et patrimoine

### Lieux et monuments

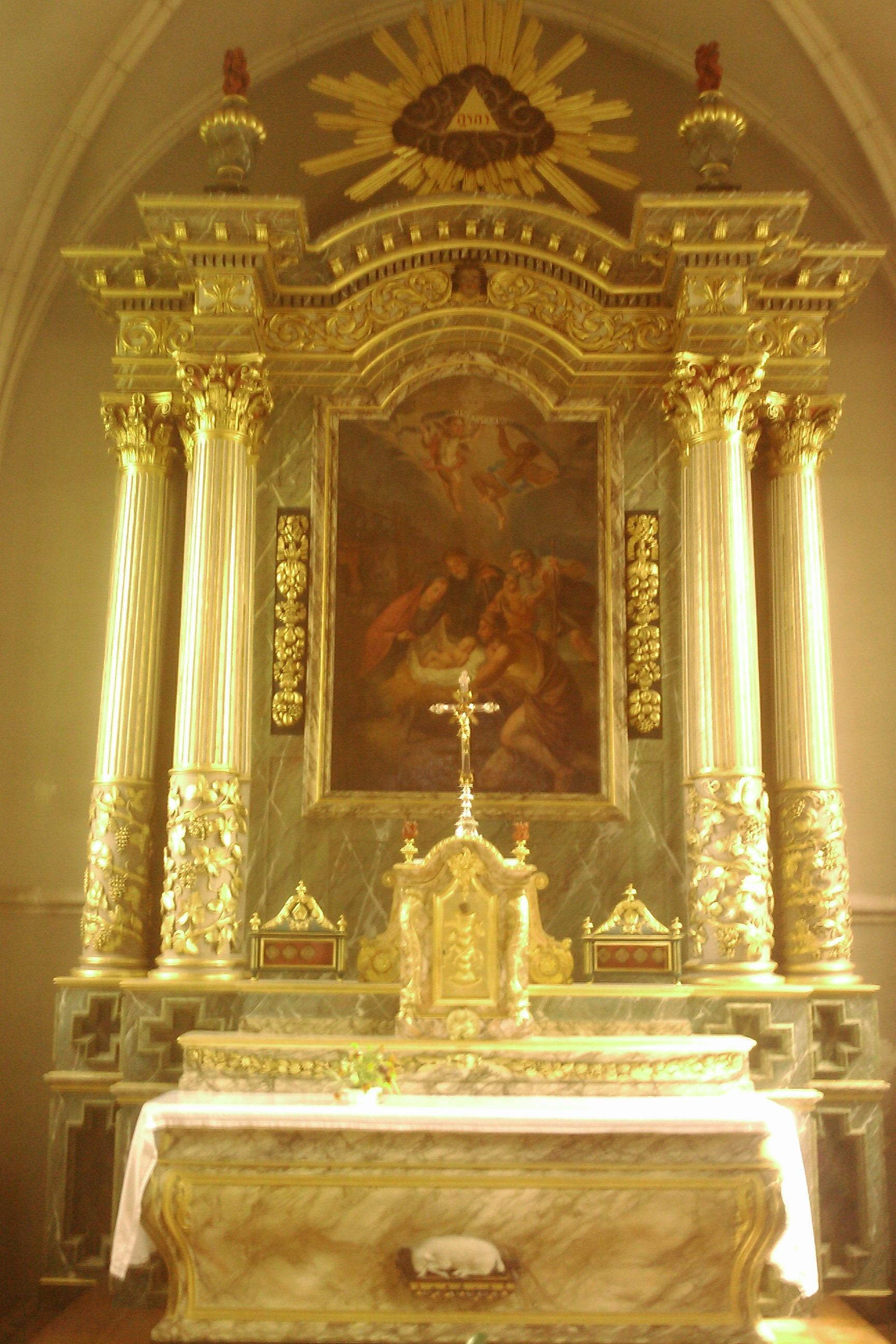
Le maître-autel de l'église de Moyon.

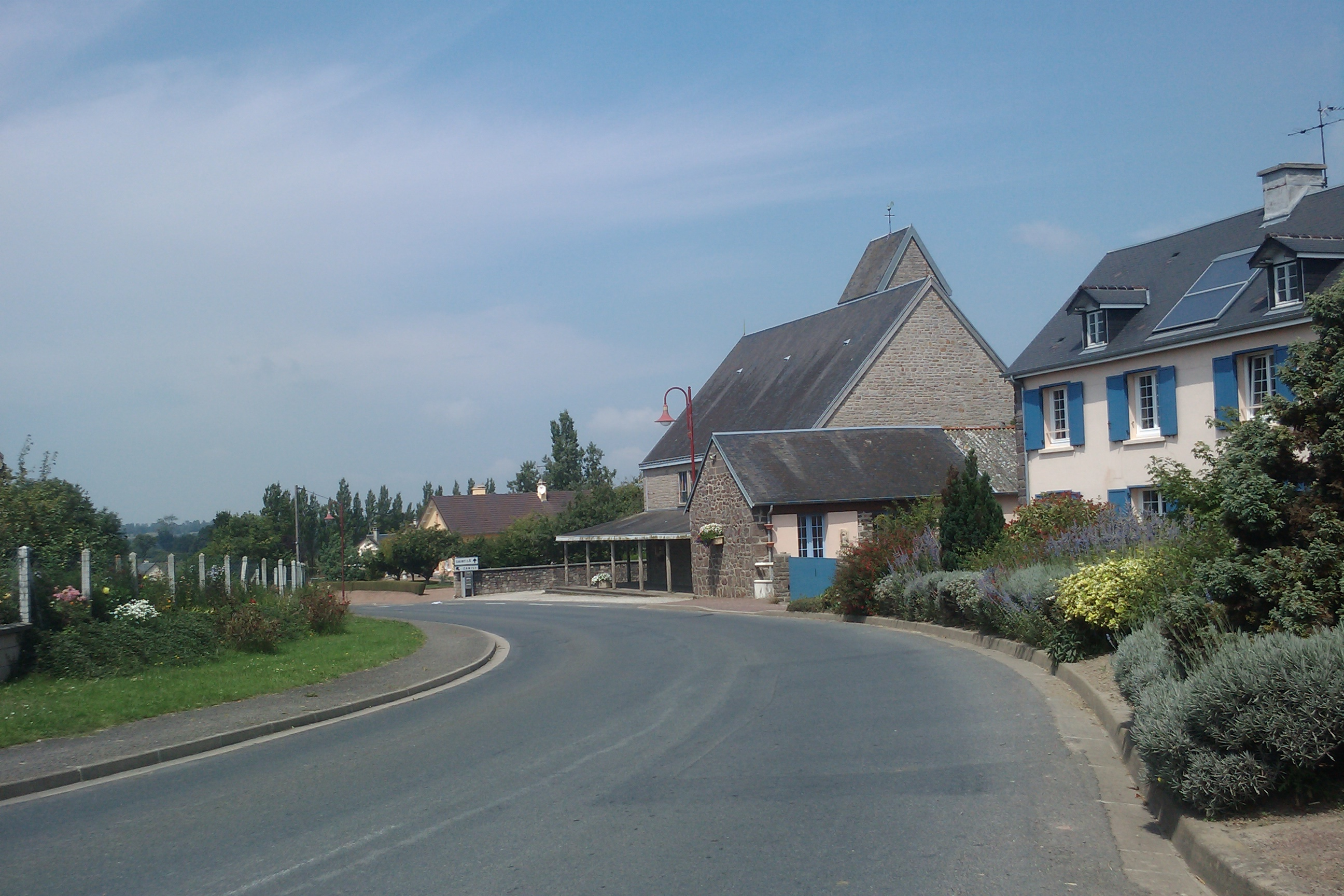
Le bourg du Mesnil-Opac

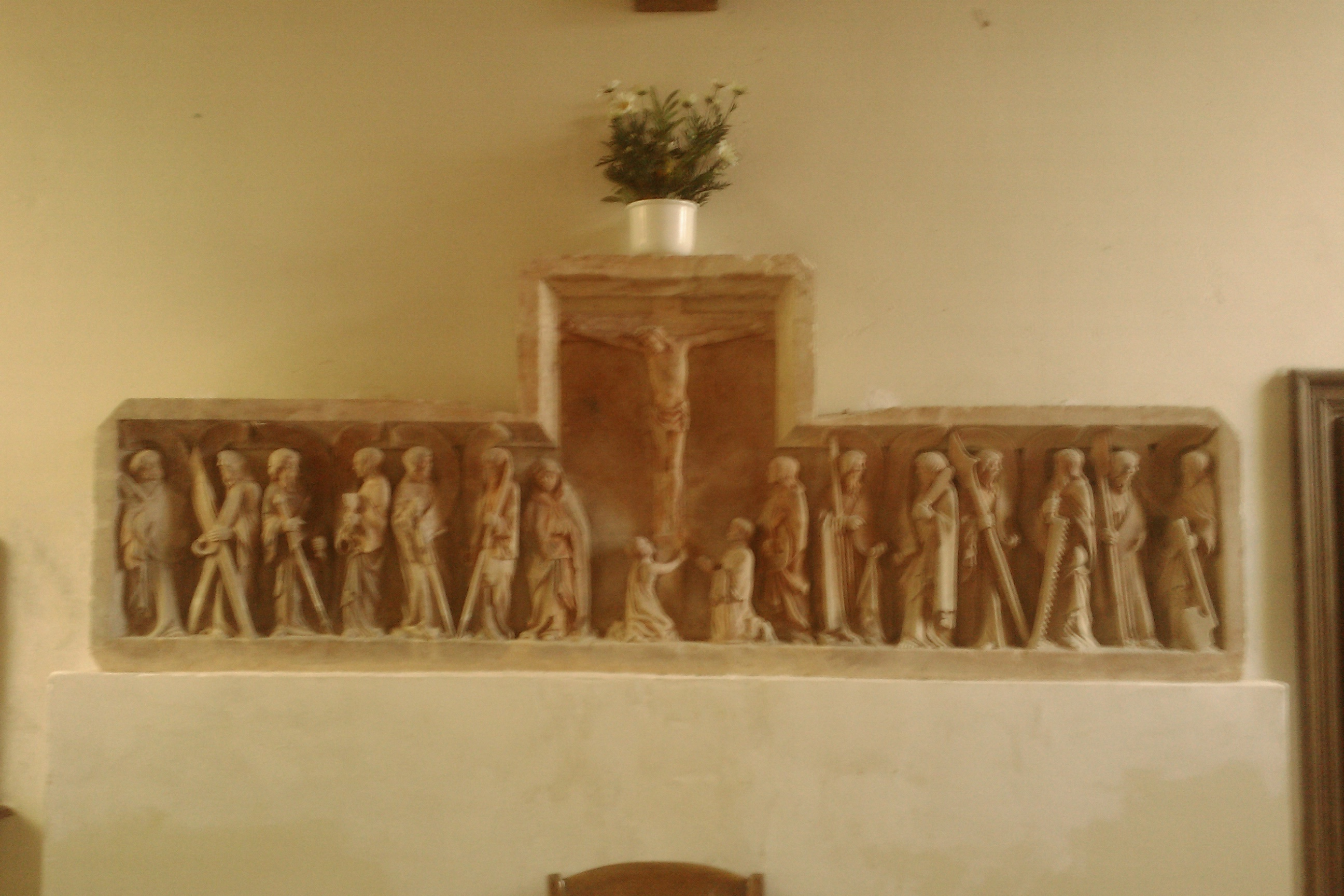
Le retable de la Crucifixion de l'église de Chevry.

- Église Saint-Germain (XIXe siècle), renfermant divers objets classés dont un tableau L'Adoration des bergers (XVIIe siècle), le maître-autel et un retable (XVIIIe siècle)[34].
- Église Saint-Pierre (XVIIIe siècle), abritant un retable aux douze Apôtres du XVe siècle classé à titre d'objet aux Monuments historiques[35].
- Motte castrale.
- L'église Notre-Dame (reconstruction, 1957).
- Ruine de l'ancienne église du Mesnil-Opac.

## Héraldique
| Blason de Moyon Villages | Blason  | D'or à la croix dentelée de sable.               |
| Blason de Moyon Villages | Détails | Le statut officiel du blason reste à déterminer. |

## Pour approfondir